# Osirak

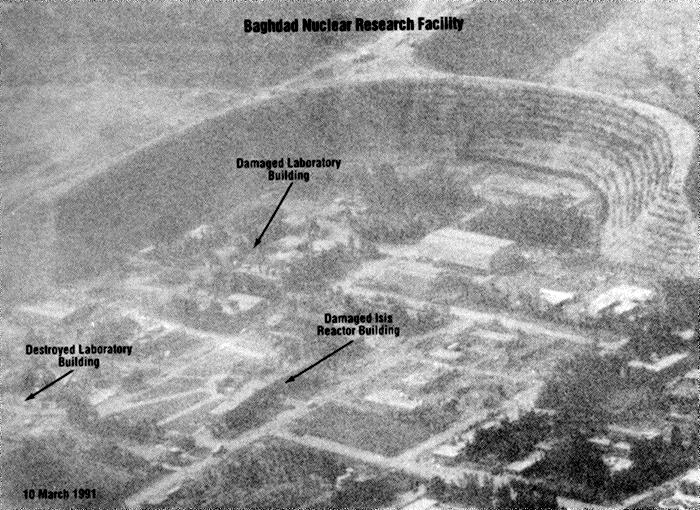
Baghdad Nuclear Research Facility - 10 March 1991. The Tuwaythah Nuclear Research Facility, Baghdad, Post-strike

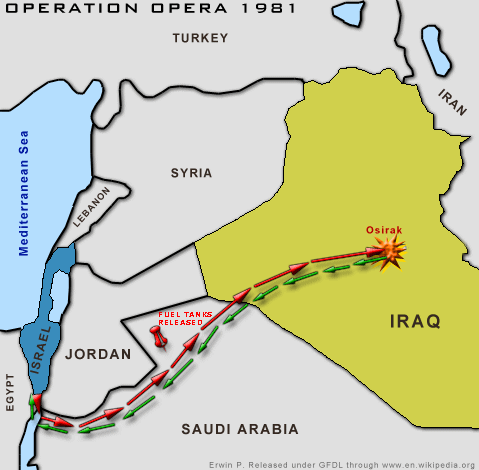

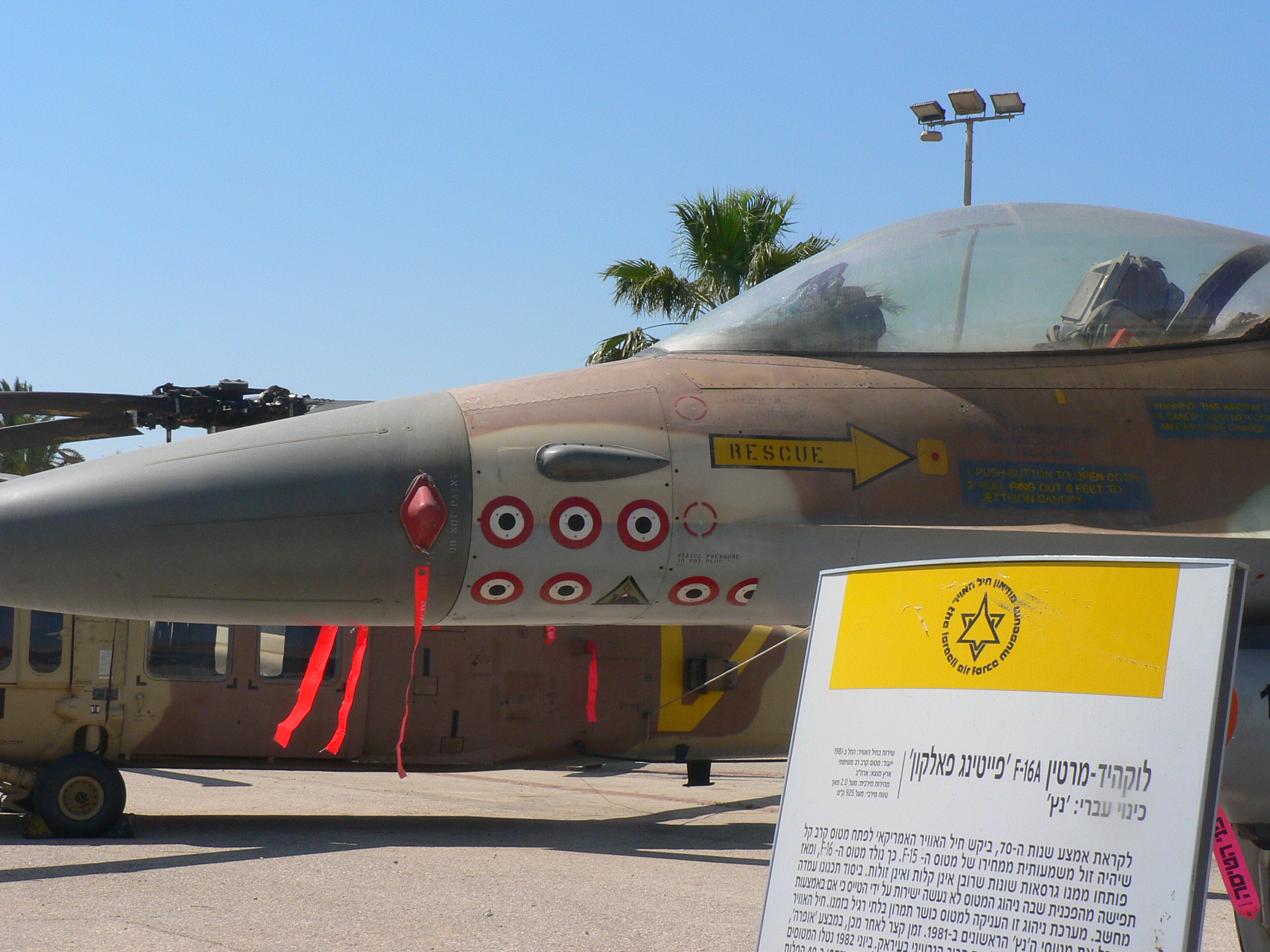
Um dos aviões F-16 que participou do ataque. Na fuselagem as marcas de "6.5" aviões Sírios abatidos na Guerra do Líbano junto com a marca de participação do ataque da usina nuclear de Osirak

Osirak ou Osiraq era um reactor de teste de materiais nucleares de água leve de 40 MW situado no Iraque. Construído pelo governo do Iraque no Centro de Pesquisa Nuclear de Al Tuwaitha, 18 km a sul de Bagdá em 1977. Foi seriamente danificado pela aviação israelita em 1981, numa acção de guerra preventiva, com vista a impedir o regime de Saddam Hussein de utilizar o reactor para a produção de plutónio para armas nucleares. As instalações foram totalmente destruídas pela aviação dos Estados Unidos durante a Guerra do Golfo de 1991.

## A construção
Em 1974, Chirac era Primeiro Ministro francês quando aproximou-se de Saddam (o então 2º no poder iraquiano) durante uma viagem a Bagdá. Na ocasião, discutiram a compra de reatores nucleares franceses pelo Iraque. Em setembro de 1975, Saddam visita uma usina nuclear na França, num passeio especial guiado por Chirac, que, num discurso afirmou: "O Iraque está num processo de desenvolvimento de um programa nuclear coerente e responsável. A França deseja associar-se a ele neste esforço".
O Iraque, que havia assinado o acordo de não-proliferação nuclear, comprometendo-se a utilizar a tecnologia nuclear adquirida para fins pacíficos, acertou nesta ocasião a compra de dois reatores. Um deles de 70 MW, trabalhando com cargas de 26 pontos de urânio enriquecido a 93% (o suficiente para produzir três bombas nucleares) e o outro destinado a pesquisa, para treinar cerca de 600 técnicos e cientistas iraquianos.
Os israelenses, temendo o domínio da tecnologia nuclear pelo Iraque, fizeram pressão diplomática para que a França desistisse da venda do reator para o Iraque.
Em abril de 1979, após fracassadas tentativas diplomáticas, os agentes da Mossad explodiram o reator, encaixotado e pronto para ser transportado para o Iraque. Seguiu-se então uma série de atentados e misteriosos assassinatos de pessoas relacionadas com o projeto.
Apesar dos contratempos, de 11 milhões de dólares e três anos de trabalho perdidos, Osirak começava a ser construída a 15 quilômetros de Bagdá, no vale entre os rios Tigre e Eufrates. Os israelenses começaram então a considerar a opção do ataque aéreo.

## O plano
A distância (cerca de 1000 km.) fazia de Osirak um alvo perigoso e longínquo demais para a força aérea israelense de então, problema solucionado em 2 de junho de 1980, com a chegada de aviões F-16 Fighting Falcon americanos, os únicos em Israel capazes de carregar as bombas até o alvo e voltar sem reabastecimento. Iniciaram-se então os sigilosos treinamentos, onde nem os pilotos sabiam da missão para a qual estavam sendo treinados.
No início de 1980, o serviço secreto israelense informou ao governo que Osirak entraria em operação entre julho e setembro do ano seguinte. O governo israelense marcou o ataque para novembro de 1980.
Em setembro, com o cancelamento dos acordos que o Iraque assinara com o Irã, delineando a fronteira entre os dois países no estuário de Xatalárabe, iniciou-se a Guerra Irã-Iraque. No dia 30, dois aviões da força aérea iraniana atacaram Osirak com bombas, foguetes e tiros de canhão. As bombas erraram o alvo, atingindo edifícios próximos, com danos mínimos à usina, o que só serviu para aumentar a capacidade de defesa antiaérea iraquiana em volta da usina e a melhoria nas defesas do complexo, que ganharam paredes e muros mais grossos, além de grandes barreiras de areia. 
Com o avanço da guerra, o andamento dos trabalhos na usina deveria sofrer atrasos, e uma vez confirmada essa informação por sua inteligência, os israelenses suspenderam a data do ataque. Quando a guerra se estabilizou, em fevereiro de 1981, os técnicos franceses e italianos que haviam sido retirados às pressas da zona de conflito retomaram o trabalho na usina. Por mais três vezes, o governo de Israel marcou e adiou o ataque. Acertaram então que o ataque ocorreria no dia 10 de maio, mas decidiram aguardar o resultado das eleições francesas, que indicavam vitória de François Mitterrand (que era contrário ao programa nuclear iraquiano) sobre o então presidente Valéry Giscard d'Estaing.
Mitterrand venceu as eleições e a França rapidamente declarou que não exportaria mais tecnologia nuclear para Bagdá, mas que os acordos já firmados seriam honrados. A notícia não era a que o governo israelense esperava, e a decisão de agir de uma vez por todas foi tomada. O ataque seria no domingo, 7 de junho de 1981.

## O ataque
Às 15:55 do domingo, decolaram da Base Aérea de Etzion oito caças F-16 descaracterizados, armados cada um com duas bombas MK 84 de 2.000 libras (910 kg), 2 mísseis Sidewinder, dois tanques subalares de 1400 litros cada e tanque ventral de 1100 litros, escoltados por  6 caças F-15, cada um com 8 mísseis ar-ar guiados por radar e infravermelho e 512 projéteis 20mm para o canhão. Se tudo corresse bem, chegariam a Osirak 100 minutos após a decolagem, faltando menos de 20 minutos para anoitecer, com o Sol em suas costas, o que dificultaria a visão dos iraquianos.
Para não serem detectados, voaram a 90 metros do chão, entre desfiladeiros e montanhas, e a 7 metros quando estavam sobre o deserto e a água, sem comunicação por rádio ou qualquer outro meio, em absoluto silêncio eletrônico (apenas as palavras “Charlie", a 38º de longitude, "Zebra", aos 40º e "Duna Amarela” aos 42º foram pronunciadas, marcando as fases da missão).
A 30 km do alvo os aviões ligaram seus equipamentos e aceleraram, iniciando os procedimentos para o ataque. A 6 km da usina, em duplas, subiram a 2 000 m, mergulhando em seguida para lançar as bombas, que foram programas para explodir apenas após o lançamento do último avião. Como não haviam sido detectados, enfrentaram apenas um esboço de reação iraquiana.
Das 16 bombas lançadas sobre o reator, somente uma errou o alvo, destruindo por sua vez a câmara de guiagem de nêutrons, e outra não explodiu. Em dois minutos, o reator nuclear de Osirak havia deixado de existir.

## A repercussão
O ataque foi condenado pelo mundo inteiro. Até mesmo o governo do então presidente americano, Ronald Reagan, simpático a Israel, escolheu "condenar" o ataque (apesar de fortes rumores do auxílio americano na missão); a França qualificou-o de "inaceitável"; a Grã-Bretanha o descreveu como "uma grave violação da lei internacional". Um editorial de The New York Times começava assim: "O ataque furtivo de Israel contra um reator nuclear de fabricação francesa perto de Bagdá foi um ato de agressão indesculpável e míope."